# Red Leicester
Il Red Leicester, a volte abbreviato Leicester e anche noto come Leicestershire, è un formaggio inglese, prodotto nella contea del Leicestershire.
Caratterizzato dal suo colore arancio scuro, il Red Leicester viene prodotto in modo simile al cheddar e presenta una consistenza friabile e abbastanza asciutta. Ha un sapore dolce che diventa più forte man mano che il formaggio matura. Le forme di Leicester vendute a blocco sono più umide e hanno una consistenza cremosa. Viene stagionato dai 3 fino ai 12 mesi.

## Storia
Il Red Leicester veniva originariamente prodotto nelle fattorie del Leicestershire con il latte eccedente utilizzato per preparare lo Stilton. Originariamente veniva colorato con succo di carota o di barbabietola ed era chiamato Leicestershire Cheese. Nel XVIII secolo veniva colorato di arancione aggiungendo l'estratto di annatto. Nel XX secolo venne rinominato "Red Leicester" per distinguerlo dal "White Leicester", che veniva preparato durante gli anni quaranta. Al termine della seconda guerra mondiale, gli agenti coloranti furono banditi nei Red Leicester ma il loro utilizzo verrà ripreso successivamente.